# Sclerodermie
Sclerodermie of systemische sclerose (Engels: (systemic) scleroderma) is een chronische auto-immuunziekte die wordt gerekend tot de reumatische aandoeningen. De naam 'sclerodermie' betekent 'harde huid'. De ziekte veroorzaakt een verharding (sclerosering) van bindweefsel die zich doorgaans voordoet in de huid en vaak gepaard gaat met problemen van de haarvaten. Het kan ook interne organen aantasten, waaronder de maag, slokdarm, darm, longen en nieren.
Er wordt onderscheid gemaakt tussen twee verschijningsvormen: morfea en systemische sclerodermie.
Hoewel morfea en systemische sclerose gelijksoortige huidafwijkingen hebben, is er verder weinig overlap. Morfea gaat niet in systemische sclerose over. Symptomen die pleiten voor systemische sclerose zijn het fenomeen van Raynaud, symmetrische huidafwijkingen en positieve ANA.
Systemische sclerose is relatief zeldzaam: slechts twee tot zestien nieuwe gevallen per miljoen inwoners. Morfea komt vaker voor. De oorzaak is niet bekend. Er wordt onderzocht of het mogelijk een erfelijke achtergrond heeft.

## Morfea

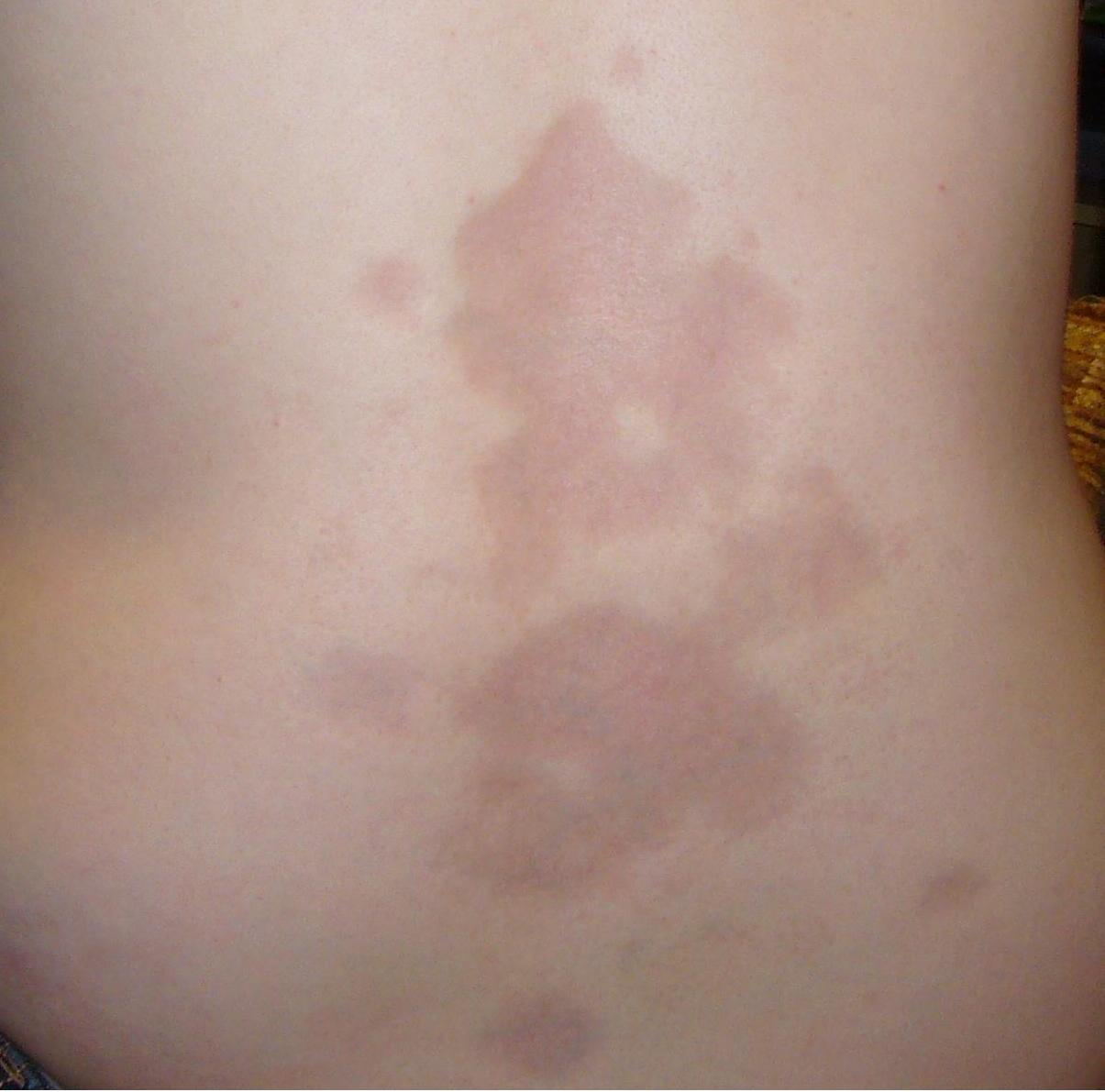
Morfea op de rug van een 16-jarig meisje

Morfea (ook wel gespeld als morphea) is een vorm van sclerodermie die tot de huid beperkt blijft. Op bepaalde plekken ontstaat een ontstekingsreactie, waardoor de lederhuid ter plaatse verdikt en toename van bindweefsel (collageen) laat zien. De ontsteking is zichtbaar als een paarse verkleuring; het bindweefsel blijft nadien over als een witte, stugge, vaak schilferende laesie.
Er worden verschillende vormen morfea onderscheiden:
- Plaquetype: hierbij zijn 1 of meerdere plaques aanwezig, die in grootte kunnen variëren (van 1 tot 20-30 cm).
- Lineair type: 1 lijnvormige plek, meestal op het hoofd. Omdat het soms aan het litteken van een sneeverwonding kan doen denken, wordt dit ook wel morphea en coup de sabre genoemd.
- Diepe morfea (morphea profunda): diep in de huid zijn verhardingen (noduli) voelbaar, als een vorm van vetweefselontsteking.
- Gegeneraliseerd: grote gebieden van de huid zijn aangedaan.

## Afgrenzing met andere aandoeningen
- De soort huidafwijkingen (sclerodermie) zijn bij systemische sclerose hetzelfde als bij morfea. Patiënten die met morfea beginnen, ontwikkelen slechts bij hoge uitzonderingen systemische sclerose. Bij morfea zijn de huidafwijkingen meestal niet symmetrisch, zijn de vingers meestal niet aangedaan (sclerodactylie), ontbreekt het fenomeen van Raynaud, en is ook de ANA negatief.
- De huidafwijkingen bij morfea kunnen ook lijken op de huidafwijkingen van niet-genitale lichen sclerosus. Histologisch onderzoek geeft hier meestal uitsluitsel.
- Na een besmetting met de parasiet borrelia burgdorferi (ziekte van Lyme) kunnen soortgelijke huidafwijkingen ontstaan. Het kan verstandig zijn hier bloedonderzoek naar te verrichten, en zo nodig te behandelen.

## Behandeling
De huidafwijkingen van morfea kunnen na een 10-20 jaar weer spontaan verdwijnen. Met name in de ontstekingsfase (paarse verkleuring) kunnen dermatocorticosteroïden helpen. Soms helpt lichttherapie (UVB of PUVA).

## Systemische Sclerodermie
Systemische sclerodermie is een systemische auto-immuun- of bindweefselziekte. Het wordt gekenmerkt door afzetting van collageen in de huid en (minder vaak) de nieren, het hart, de longen en de maag. De aandoening komt vier keer vaker voor bij vrouwen dan bij mannen.
Gewoonlijk zijn de eerste verschijnselen het dikker worden en zwellen van de vingertoppen. Het fenomeen van Raynaud, waarbij de vingers plotseling zeer bleek worden en beginnen te tintelen of doof worden als reactie op koude of heftige emoties, komt ook vaak voor. Kenmerkend is dat de vingers blauw worden wanneer de warmte erin terugkeert. Vaak gaan de eerste symptomen vergezeld met pijn in verscheidene gewrichten. Brandend maagzuur, moeilijkheden bij het slikken en kortademigheid zijn soms de eerste symptomen van sclerodermie, maar gewoonlijk treden deze later pas op, als de slokdarm, het hart en de longen beschadigd raken. Bij sclerodermie kunnen grote delen van de huid of alleen de vingers (sclerodactylie) worden aangetast.
Er zijn twee vormen van systemische sclerodermie: gelimiteerd en diffuus.

### Gelimiteerde systemische sclerodermie
Gelimiteerde systemische sclerodermie kenmerkt zich door verdikkingen aan handen, gezicht, onderbenen en armen. De volgende verschijnselen kunnen optreden:
- Calcinose: kalkafzetting in het bindweefsel van spieren en gewrichten veroorzaakt gewrichtsontstekingen, en daarmee ook gewrichtsklachten.
- Fenomeen van Raynaud: vernauwing van de bloedvaten in de vingers of tenen. Bij kou worden vingers extreem wit door vasoconstrictie, daarna paarsblauw vanwege ischemie en vervolgens rood als gevolg van reactieve vasodilatatie. Soms worden vingers dik en stijf en voeten pijnlijk.
- Aantasting van de slokdarm.
- Sclerodactylie: verhardingen van de huid van de vingers.
- Teleangiëctasieën: rode plekjes op de huid doordat haarvaten wijder worden.
- In het bloed zijn antistoffen aanwezig: deze heten anticentromeer-antistoffen.

Naar het Engelse acroniem wordt dit ook aangeduid als het CREST-syndroom.

### Diffuse Sclerodermie
Diffuse sclerodermie tast naast de huid ook inwendige organen aan: het hart, de longen, het spijsverteringskanaal en de nieren.

### Huid
Een typisch verloop van de veranderingen in de huid is als volgt:
- Er verschijnen littekens op de handen, de huid begint te verdikken en te verharden bij de handen, voeten en het gezicht. Patiënten met diffuse sclerodermie kunnen opgezwollen handen krijgen voordat de huid begint te verdikken.
- Op andere delen van het lichaam ontwikkelen zich ook verdikkingen of verhardingen van de huid.
- Later kan de huid het vermogen te rekken verliezen en wordt glanzend als hij strekt om het onderliggende bot, bij vingers, tenen en rond de mond. In ernstige gevallen kan het vermogen om de vingers te buigen verdwijnen.

### Spijsverteringskanaal
Als de slokdarm zijn bewegelijkheid verliest doordat de spieren niet meer normaal kunnen samentrekken als gevolg van littekenweefsel, gaat het slikken steeds moeilijker. Bovendien kan maagzuur in de slokdarm terechtkomen. Aangenomen wordt dat in ernstige gevallen het zuur van de maag in de longen terecht kan komen wat tot littekenweefsel in de longen leidt.
Ongeveer 80% van de patiënten heeft een verminderde maagwerking. Een langzamere lediging van de maag is gebruikelijk. Sommige patiënten kunnen verwijde bloedvaten in de maag hebben, hetgeen kan leiden tot bloedingen die een vermindering van rode bloedcellen tot gevolg heeft.
Gebrek aan bewegelijkheid van het spijsverteringskanaal leidt tot bacteriegroei met als gevolg gebrek aan vitamines en gewichtsverlies. Een ernstige ontwikkeling is een zogenoemde pseudoblokkade of darmparalyse.

### Nieren
Sclerodermie kan leiden tot verschijnselen van nierfalen en een hoge bloeddruk. Naast deze hoge bloeddruk zijn ook bloed en eiwitten in de urine indicatief voor sclerodermie. In het verleden was het verlies van de nierfunctie door sclerodermie vrijwel altijd fataal. Introductie van ACE-remmers heeft de vooruitzichten drastisch verbeterd. 5 tot 10 procent van de patiënten krijgt nierproblemen, hetgeen dialyse of niertransplantatie noodzakelijk kan maken. Wel zijn de nieren dan ook weer gevoelig voor sclerodermie.

### Longen
Door longfibrose, bindweefselvorming in de longen, kunnen sclerodermiepatiënten kortademig worden en een droge hoest ontwikkelen. Door schade aan de haarvaten ontstaat pulmonale arteriële hypertensie, een verhoogde druk in de longslagaders, wat kan leiden tot eenzijdig hartfalen. Verder is de sclerodermie patiënt gevoelig voor longontsteking.

## Diagnose
Sclerodermie is een zeer zeldzame ziekte, zozeer dat het aantal patiënten ook een schatting is. Men gaat uit van 2500 tot 3000 patiënten in Nederland, ook wordt wel 1 op 10.000 genoemd. De ziekte komt meer voor bij vrouwen dan bij mannen, en komt meestal tot uiting tussen de 30 en de 50 jaar. De kans dat een huisarts gedurende zijn hele praktijk een sclerodermiepatiënt treft, is dan ook vrijwel nul. Een eerste symptoom is het fenomeen van Raynaud, waarbij mensen last hebben van blauwe en pijnlijke vingers en tenen. Naar schatting 30 procent van de Nederlandse sclerodermiepatiënten heeft dit. Een klein deel van hen krijgt sclerodermie. Sclerodermiespecialisten raden aan om altijd bloedonderzoek te laten doen als mensen last hebben van hun vingers en tenen.
Vroeg opsporen van sclerodermie is onder meer mogelijk met nagelbedmicroscopie.

## Oorzaak
Er wordt geen eenduidige oorzaak van sclerodermie onderkend. In ieder geval wordt gedacht dat er geen genetische oorzaken zijn, het is ook niet erfelijk. Recent is opgemerkt dat sclerodermiepatiënten een wel 1000-voudige concentratie van een bepaald type afweercellen kennen. Deze cellen tasten het bindweefsel aan. De aanmaak en rijping van de afweercellen is ontregeld, waarom is onbekend.
Zoals eerder vermeld hebben vrouwen een vier keer grotere kans de ziekte op te lopen dan mannen. Bij een onevenredig groot aantal vrouwelijke patiënten kan het begin van de ziekte teruggeleid worden naar een zwangerschap. Amerikaans onderzoek heeft bij vrouwelijke sclerodermiepatiënten in aangetast weefsel DNA aangetroffen van het kind, soms zelfs 10 jaar na de zwangerschap. Het vermoeden is dan ook dat in dergelijke gevallen de sclerodermie is begonnen tijdens de zwangerschap door een niet goed functioneren van de placenta, waarbij DNA van de vrucht in de bloedstroom van de moeder terechtgekomen is. Dit heeft vervolgens in bepaalde gevallen (afhankelijk van een bepaalde incompatibiliteit tussen dit DNA en de moeder) een ongecontroleerde auto-immuunreactie veroorzaakt in het afweersysteem van de moeder. Dergelijke incompatibiliteitsreacties zijn echter zeldzaam; een imperfecte filterwerking van de placenta betekent niet per definitie een auto-immuunreactie bij de moeder.

## Behandeling
Het behandelen van sclerodermie houdt symptoombestrijding in. Het onderdrukken van het immuunsysteem door immunosuppressiva tast de ziekte nog het meest direct aan. Ook prednison wordt voorgeschreven om ontstekingen te onderdrukken. Doordat sclerodermie verschillende delen van het lichaam kan aantasten wordt de aanpak gericht op de symptomen die de patiënt vertoont. Voor het spijsverteringsstelsel zal worden getracht de bacteriegroei tegen te gaan door middel van antibiotica. Om de motiliteit van de darm te behouden kan een anti-emeticum gegeven worden, bijvoorbeeld domperidon.
Voor de behandeling van vingers en tenen (fenomeen van Raynaud) wordt gebruik gemaakt van vasodilatatiemedicijnen.

## Prognose
Het verloop van de ziekte verschilt van patiënt tot patiënt. De ziekte kan langzaam verlopen, en dan houden patiënten uitzicht op een normale levensverwachting.
Overlijdensoorzaak ten gevolge van sclerodermie is veranderd. Het percentage overlijden ten gevolge van nierfalen is scherp afgenomen, terwijl het overlijden ten gevolge van longcomplicaties is toegenomen. Longcomplicaties zijn nu de eerste oorzaak van overlijden als gevolg van sclerodermie.
De ernst van systemische sclerodermie verschilt enorm en het verloop is moeilijk te voorspellen. In het algemeen zijn er twee mogelijke verlopen: als het acuut of progressief is, dan is het een levensbedreigende aandoening die de interne organen aantast. De meest kritische periode zijn de eerste 2 - 5 jaren van de ziekte. Als er geen sprake is van een progressief verloop, of de patiënt overleeft de initieel acute fase, dan is het verloop veel trager. Als de conditie van de huid slecht is bij het begin van de ziekte, dan zijn de overlevingskansen slechter.
Het komt veel voor dat de ziekte een plateau kent, waarbij er een stabilisatie optreedt. Hierna volgt er een periode van verbetering en verzachting van de huid. De oorzaak van het optreden van het plateau is onbekend, en het kan optreden onafhankelijk van behandeling.

### Kwaliteit van leven
De complicaties van sclerodermie hebben een grote invloed op het welbevinden van de patiënt. Patiënten maken zich zorgen over de veranderingen in hun uiterlijk, in het bijzonder die van het verstrakken van de gezichtshuid. Depressies, samen met pijn, hebben grote invloed op het vermogen er een sociaal leven op na te houden.

## Behandelcentra
Als discipline is sclerodermie een subspecialisme van reumatologie. In Nederland zijn er maar weinig artsen die zich gespecialiseerd hebben in sclerodermie. Deze zijn te vinden in de academische ziekenhuizen van Leiden, Groningen, Nijmegen, Utrecht, Maastricht en de VU in Amsterdam. Ook bij de particuliere Sint Maartenskliniek in Woerden en Nijmegen werken specialisten sclerodermie.

### Onderzoek
Het onderzoek naar de ziekte wordt gehinderd door het feit dat er niet veel patiënten zijn. Het is daardoor lastig om onderzoeken op te zetten die voldoende deelnemers kennen om statistisch verantwoorde uitspraken te doen over de uitkomst van het onderzoek.
Binnen het samenwerkingsverband Eustar wordt getracht tot een afstemming over onderzoek en uitwisseling van resultaten te komen.